# 内藤とうがらし
内藤とうがらしとは、江戸時代に江戸（現在の東京）周辺で栽培されていたトウガラシの一種。いわゆる江戸野菜（江戸東京野菜）の一つにも数えられる。明治時代以降、東京の都市化に伴い栽培されなくなっていったが、後述の復活プロジェクトにより消滅を免れた。現在（2018年時点）でも栽培や薬味・香辛料・調味料としての利用や加工、販売イベント（新宿内藤とうがらしフェア）が行われている。

## 概要
内藤とうがらしは江戸時代、信州高遠藩主内藤氏の江戸藩邸下屋敷（現在の新宿御苑）の菜園で栽培が始まった。近郊の農村でも盛んに栽培された八房系唐辛子で、真っ赤に成熟したものは漬物用や香辛料に、また七色唐辛子の代名詞である薬研堀にも使われ、江戸の食文化を支えた。

### 内藤とうがらしの今昔
元禄11年（1698年）、内藤氏の下屋敷の一角に江戸四宿の一つ、内藤新宿が開設された。江戸日本橋から数えて甲州街道で最初の宿場となった内藤新宿は、江戸と近郊農村地帯を結ぶ文化的・経済的拠点として重要な役割を担った。当時、江戸参勤中の大名は屋敷の敷地内に畑を設け、野菜を自給自足するのが一般的であった。高遠藩では内藤新宿の一角に青物市場を開き、屋敷で栽培していた野菜の食べなかった分を販売した。すると唐辛子と南瓜が評判となり、巷間に伝わった。そして、この頃から周辺の農家にも種が伝わり、内藤新宿から近郊の農村地帯（現在の新宿区西新宿（角筈）、北新宿（柏木）、中野区辺りから以西と思われる）では特に唐辛子の栽培が盛んになり、この地域の名産品となった。
明治維新後、高遠藩の下屋敷は新政府に収公され、農業試験場、植物御苑を経て現在の新宿御苑となる。合わせて新宿地区の開発とともに農地はなくなり、内藤とうがらしも姿を消していった。しかし、2009年に「スローフード江戸東京」の手によって内藤とうがらしは復活し、新宿区内において内藤とうがらし普及プロジェクトが進められている。

### 伝承・記述
内藤トウガラシは江戸名産。唐辛子といえば「内藤宿」だった。

内藤トウガラシには、その評判・定評に関するいくつかの伝承と記述がある。

穏やかな世情を背景に庶民文化が隆盛を極めていた文化・文政年間（1793年～1841年）でいうと、江戸幕府編纂の武蔵国の地誌『新編武蔵風土記稿』に、「蕃椒(とうがらし)四ツ谷内藤宿乃其邊の村々にて、作る世に内藤蕃椒と呼べり」と記載がある。

同様に、幕府の本草学者であった岩崎常正が江戸周辺30キロメートル圏の実地踏査した『武江産物史』には、特に産地が付記された野菜類36品目のひとつとして、内藤トウガラシが取上げられ、「とうがらし　内藤宿」と明記されている。

どちらも幕府の権威ある調査を基にした書籍であり、ここからは内藤トウガラシの評判の高さが推察されるとともに、ブランド化されてもいるのである。

さらに庶民の生活面からの記述もみられるのである。喜多川守貞が手がけた、江戸と関西の風俗・風物を比較紹介する近世風俗誌『守貞謾稿』である。抜粋してみると、「城西新宿の内藤邸辺を蕃椒の名産とす。故に江戸にてこれを売る詞、内藤とうがらし、云々」。この「売る詞」の意味するのは、唐辛子売りに伝承されている、「入れますのは、江戸は内藤新宿八つ房が焼き唐辛子」という口上と、見事な合致が見られるのである。
--スローフード江戸東京『内藤トウガラ史』

### 品種の特徴
劣性品種の八房系で、実が天に向かって房状に生えることから八房と呼ばれ、赤い実が葉の上部に頭を出すのも、この品種の特徴。中程度の辛みを持ち、葉が大きいことから葉唐辛子としても利用できる。

### 内藤とうがらし復活プロジェクト
スローフード江戸東京の呼びかけに応え、新宿区内各所で復活プロジェクトが進められている。主な活動内容は下記の通りである。
- 推進母体：スローフード江戸東京（2009年）

内藤とうがらしの栽培、年表『内藤トウガラ史』編纂、区内中学校などで苗の植え付けや唐辛子料理の提案などを含めた食育講座、絵画・手芸作品制作なども実施する。
- 四谷地区：四谷地区協議会（2010年）

地域住民を中心に毎年1000株を栽培。四谷中学校コミュニティークラブの協力のもと、「内藤とうがらし」の収穫と調理についてのワークショップも開催している。
- 戸塚地区：アトム通貨早稲田・高田馬場支部（2012年）

早稲田・高田馬場の企業、学校など17団体で200株を栽培。

収穫された唐辛子はアトム通貨加盟飲食店でオリジナルメニューを開発し提供。

創作料理研究会や地域食文化発信店認定委員会を定期的に実施し、内藤とうがらしのブランド化、地域名産品の開発が進行中。

2012年度の農林水産省知的財産戦略・ブランド化総合事業のうち食文化活動・創出事業（地域段階）に採択される。

2018年9月7日、「内藤とうがらし」が特許庁の地域団体商標登録に登録された。